# Camarosporium lantanae
Camarosporium lantanae är en svampart som först beskrevs av Fleischh., och fick sitt nu gällande namn av Pier Andrea Saccardo 1884. Camarosporium lantanae ingår i släktet Camarosporium, ordningen Botryosphaeriales, klassen Dothideomycetes, divisionen sporsäcksvampar och riket svampar.   Inga underarter finns listade i Catalogue of Life.